# 東久根別駅
東久根別駅（ひがしくねべつえき）は、北海道北斗市久根別1丁目にある道南いさりび鉄道線の駅。駅番号はsh10。

## 歴史
- 1986年（昭和61年）11月1日：日本国有鉄道（国鉄）江差線の東久根別臨時乗降場として開業[注 1]。旅客のみ取扱い[3]。無人駅[4]。
- 1987年（昭和62年）4月1日：国鉄分割民営化により北海道旅客鉄道（JR北海道）に継承。同時に駅に昇格[1]。
- 1988年（昭和63年）3月13日：海峡線（津軽海峡線）開業に伴い、当駅を含む江差線の五稜郭駅 - 木古内駅間が電化（交流20,000V・50Hz）。
- 2016年（平成28年）3月26日：北海道新幹線新青森駅 - 新函館北斗駅間開通に伴い、当駅を含む江差線の五稜郭駅 - 木古内駅間がJR北海道から経営分離され、道南いさりび鉄道の駅となる。

## 駅構造
単式ホーム1面1線の地上駅。五稜郭駅管理の無人駅で、駅舎はワフ29500形貨車を改造したものである。
2016年3月の道南いさりび鉄道への移管後も引き続き無人駅となるが、同社仕様の自動券売機が設置された。自動券売機やトイレを含めた貨車改造の待合室は午前7時～午後8時に利用できる。

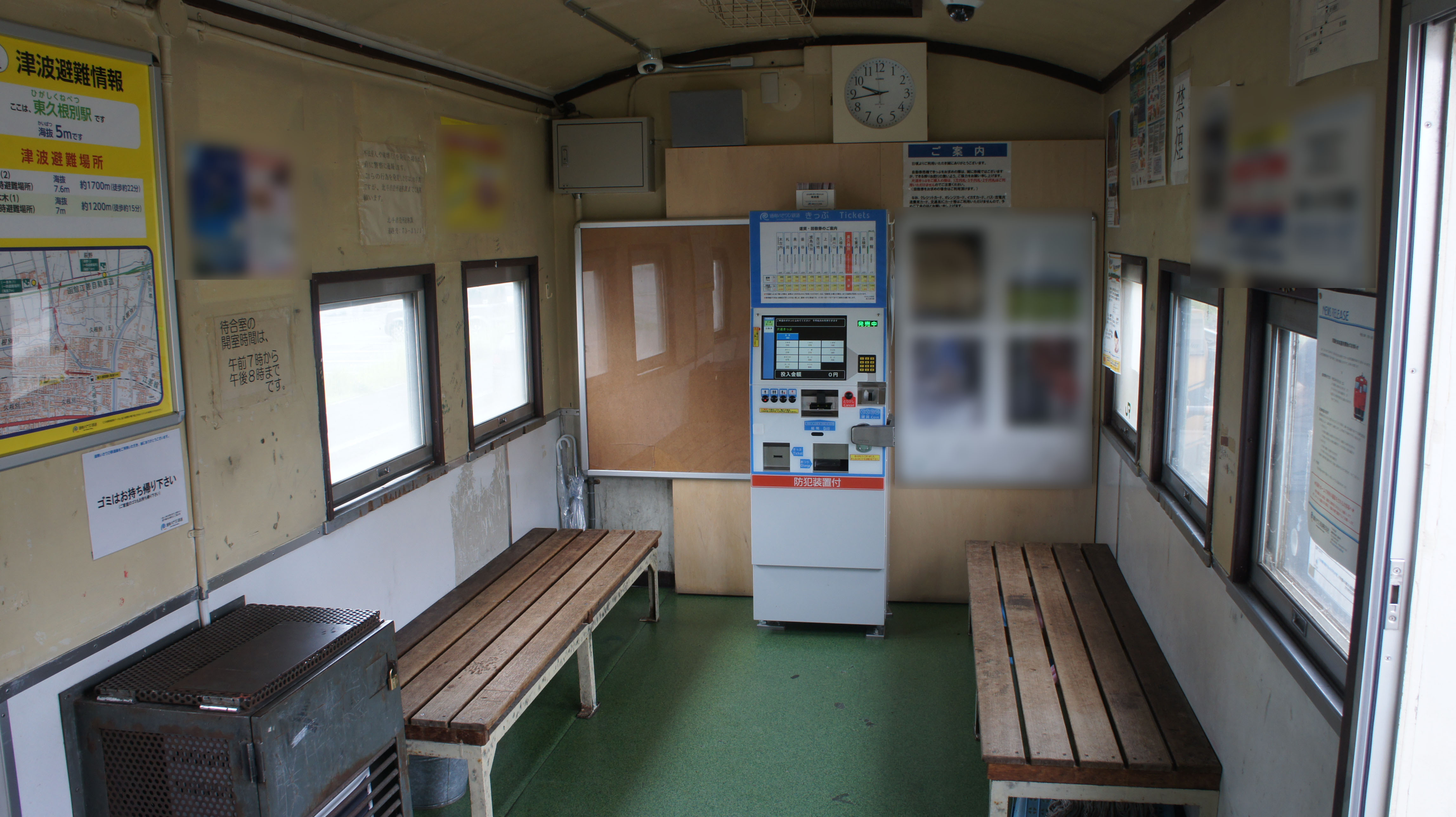
待合室（2018年6月）
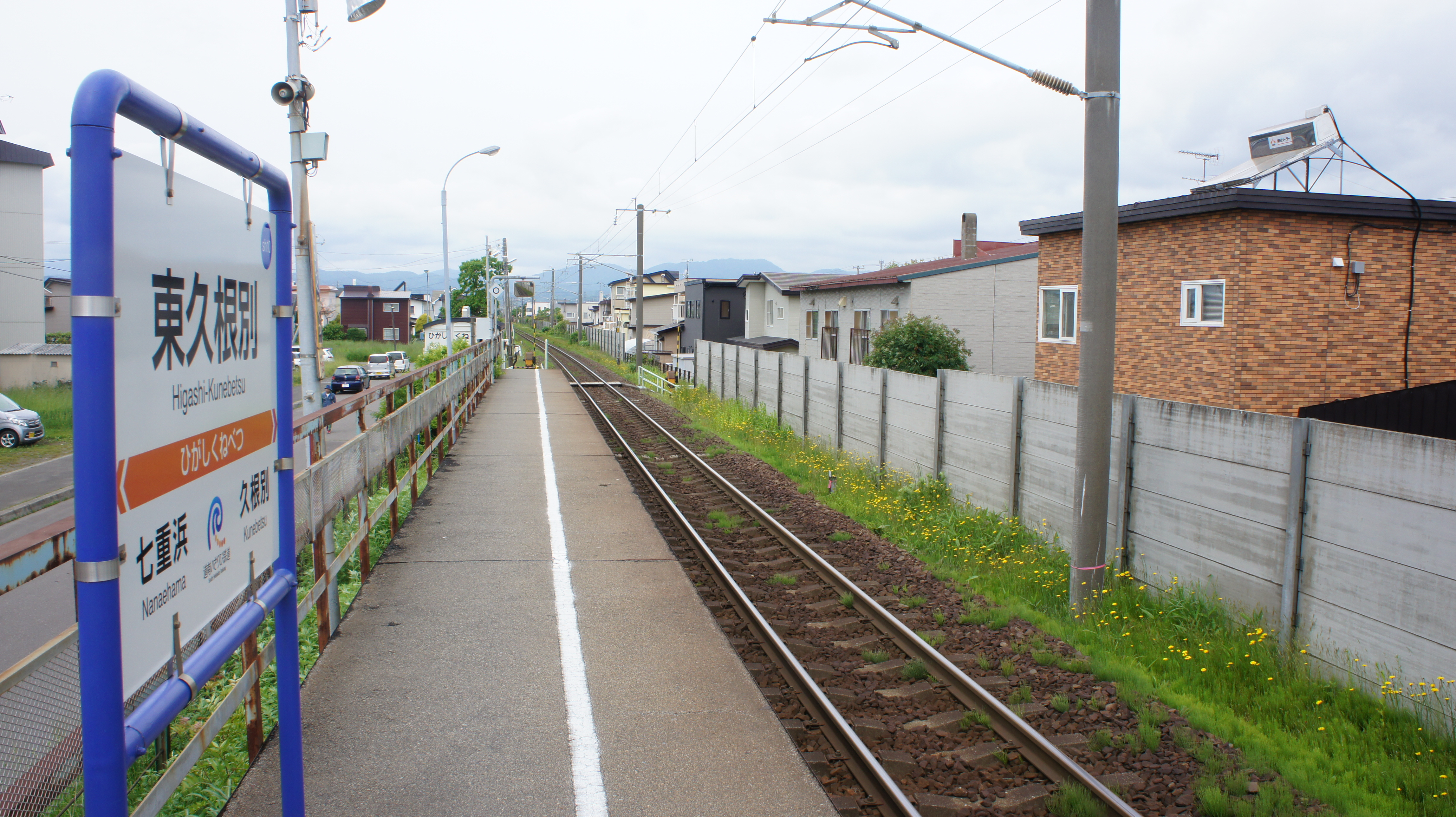
ホーム（久根別方面を望む） （2018年6月）
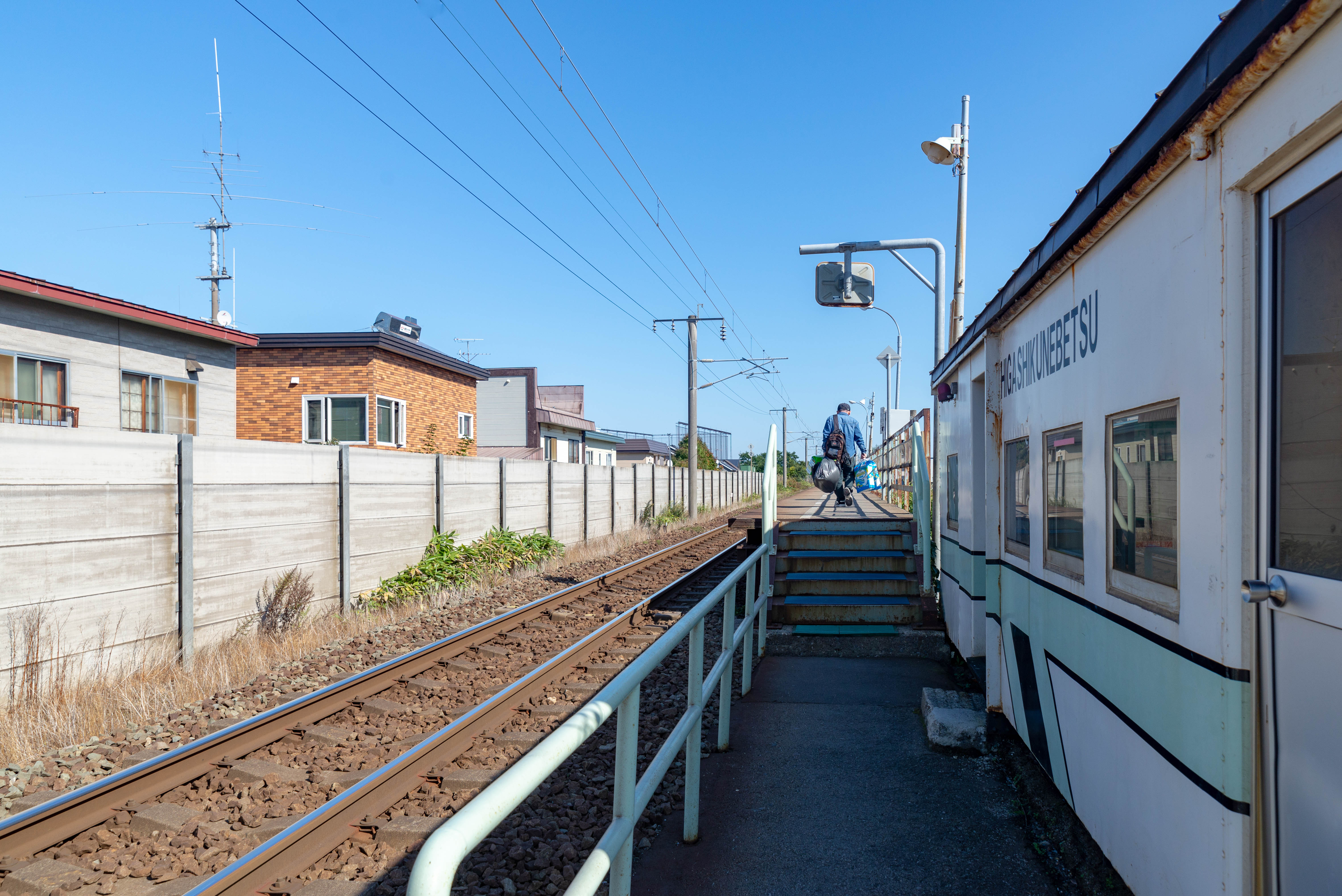
ホーム（七重浜方面を望む） （2014年9月）
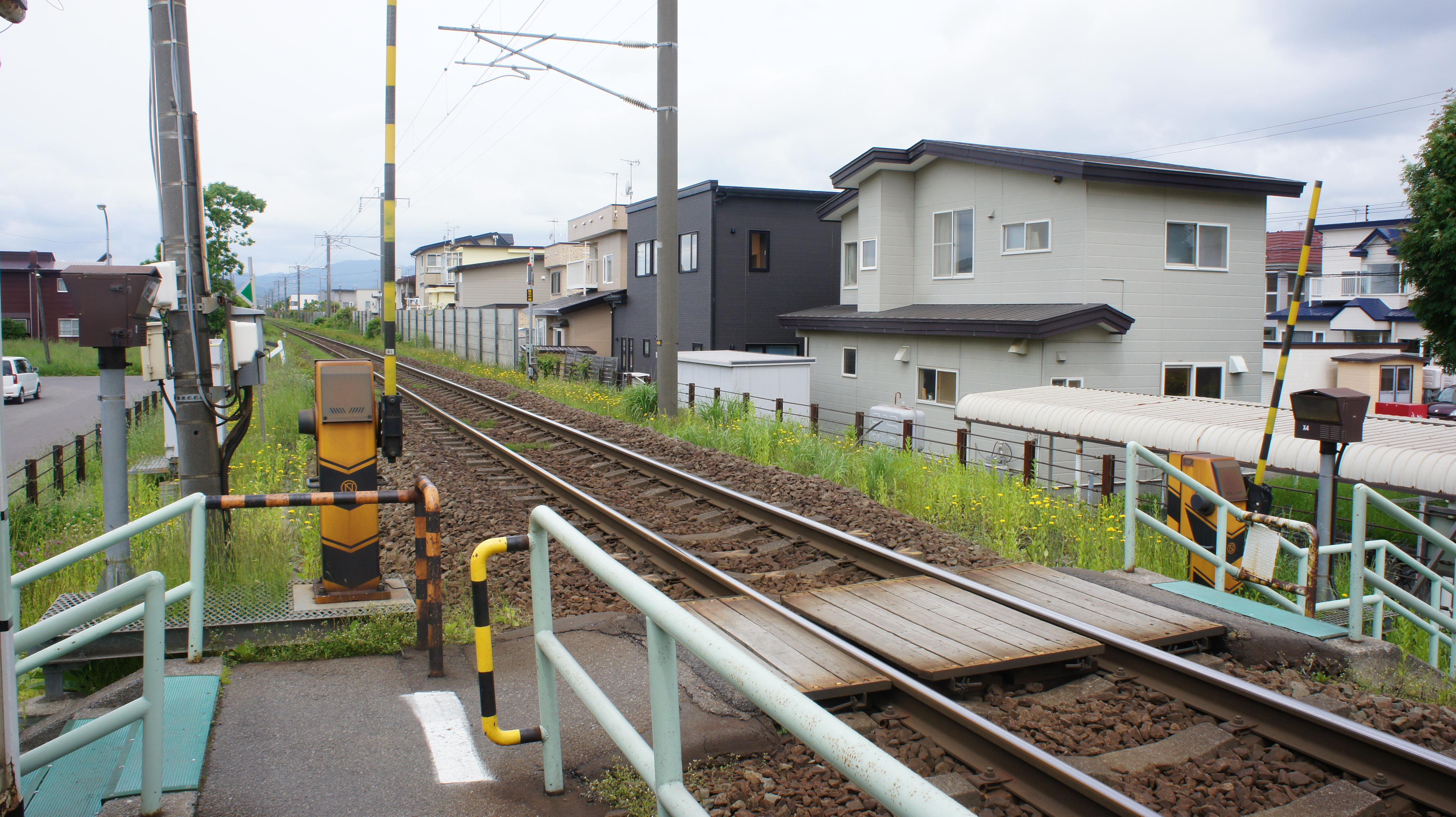
駅の南北を結ぶ構内踏切（2018年6月）

## 駅周辺
駅近辺は団地を含む住宅地。南へ進むと、幹線道路沿いに店舗などがある。
- 国道228号
- 北洋銀行七重浜支店
- 北斗市立久根別小学校
- 函館バス「久根別公住団地」「東久根別」停留所[8][9]

## 隣の駅
道南いさりび鉄道
■道南いさりび鉄道線
久根別駅 (sh09) - 東久根別駅 (sh10) - *新七重浜仮乗降場 - 七重浜駅 (sh11)
*打消線は廃駅